# میچیکو گودای
میچیکو گودای (انگلیسی: Michiko Godai؛ زادهٔ ۲۲ سپتامبر ۱۹۵۲) بازیگر، و بازیگر سینما اهل ژاپن است.
از فیلم‌ها یا برنامه‌های تلویزیونی که وی در آن نقش داشته‌است می‌توان به دفتر مرگ اشاره کرد.